# Надир, Билал
Била́л Нади́р (фр. Bilal Nadir, араб. بلال نذير‎; род. 28 ноября 2003, Ницца) — марокканский и французский футболист, полузащитник клуба «Олимпик Марсель».

## Клубная карьера
Надир — воспитанник клуба «Ницца». В 2020 году он дебютировал за дублирующий состав. В 2021 году Надир перешёл в марсельский «Олимпик», где начал выступать за дублирующий состав. 24 сентября 2023 года в матче против «Пари Сен-Жермен» он дебютировал в Лиге 1.